# Trzeparka futrzarska
Trzeparka futrzarska, maszyna używana w przemyśle futrzarskim w celu usuwania z okrywy włosowej skór pozostałości typu pył, trociny, kurz mającej na celu uzyskanie jak największej puszystości włosów skóry obrabianej.
Wykorzystywane są dwa typy trzeparek: jednowałowe oraz dwuwałowe.
- Trzeparki jednowałowe posiadają wał do 10–12 cm średnicy wirujący z szybkością ok. 400 obrotów na minutę. Na wale tym przymocowane są cztery rzędy skórzanych i giętkich rzemyków o długości do 15 cm. Ich zadaniem jest uderzanie o powierzchnię obrabianej skóry, która rozłożona jest na płaskiej powierzchni wykonanej z gumowego, sprężystego materiału. Trzeparka posiada obudowę blaszaną zaopatrzoną w rurowy króciec w celu odprowadzania pyłu i zanieczyszczeń przez urządzenia ssące.

- Trzeparki dwuwałowe zaopatrzone są w dwa równoległe wałki. Materiał obrabiany jest umieszczany w przestrzeni pomiędzy wałkami w pozycji pionowej. Wkładanie i wyciąganie obrabianej skóry odbywa się za pomocą szczeliny umieszczonej w górnej części maszyny. Obudowana w obudowę blaszaną z urządzeniem ssącym odprowadzającym pył i różnego typu zanieczyszczenia.